# Pseudalleucosma equatorialis
Pseudalleucosma equatorialis är en skalbaggsart som beskrevs av Franz Antoine 1989. Pseudalleucosma equatorialis ingår i släktet Pseudalleucosma och familjen Cetoniidae. Inga underarter finns listade i Catalogue of Life.